# Salvia splendens
La Salvia splendente  è una pianta perenne originaria del Brasile e usata in Italia e in molti paesi del mondo come pianta da aiuola, per la spettacolare fioritura tra il rosso puro e lo scarlatto.
In Brasile, cresce spontaneamente in ambienti intorno a 3000 m di altitudine, dove è caldo tutto l'anno e l'umidità elevata. La forma selvatica raggiunge 1,3 m di altezza, mentre le varietà coltivate in genere non superano i 50-60 cm; alcune di esse hanno colori dei fiori anche diversi dal rosso: bianco, viola, rosa.

## Tassonomia
La Salvia splendens fu descritta per la prima volta nel 1822, con il nome comune salvia scarlatta di Lee. Prima che venissero selezionate varietà di dimensioni ridotte, si diffuse la cultivar olandese "Van Houttei", che raggiunge un’altezza compresa tra 1 e 1,3 metri; è ancora in commercio.

## Descrizione

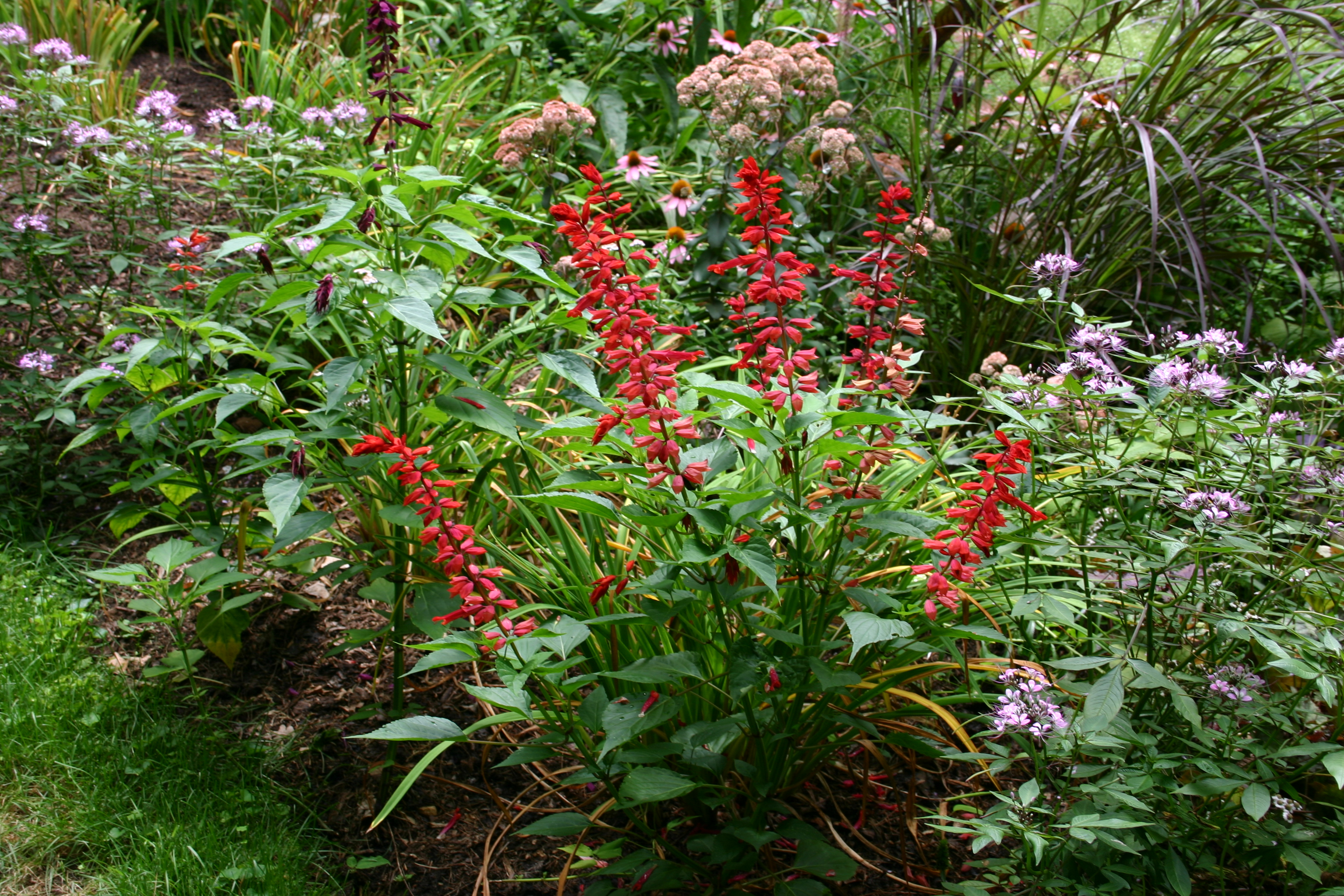
S. splendens 'Van Houttei'

Le foglie sono opposte, cuoriformi, di circa 7 × 5 cm, con vistose nervature, margine dentato e lunghi piccioli.
I fiori sono riuniti in spighe erette che spuntano dal centro della pianta in gruppi da due a sei da ciascun nodo fogliare; il colore è scarlatto sia nel calice, sia nella corolla, tendente al rosso puro; la forma è tubolare o a campana, la lunghezza circa 35 mm, con due lobi verso l'apice; il lobo superiore è lungo 13 mm. La pianta fiorisce per buona parte dell'estate e dell'autunno.
L'apparato radicale è fascicolato, con numerose radici secondarie avventizie di colore biancastro.

## Coltivazione
È ampiamente coltivata come pianta ornamentale, con un gran numero di cultivar selezionate con diversi colori: anzitutto rosso, ma anche tutte le sfumature dal bianco al viola scuro. Essendo una specie subtropicale, non sopravvive alle gelate, ma può crescere in climi freddi utilizzandola come pianta annuale; nei climi miti può essere coltivata come pianta perenne. Cresce bene in posizioni soleggiate, o a mezz'ombra; tra una pianta e l'altra è bene lasciare una distanza di circa 20-25 cm. È adatta alla coltivazione in piena terra o anche in vaso; tipicamente si piantano numerosi esemplari insieme, per ottenere vivaci aiuole colorate.

### Varietà coltivate
Esistono numerose varietà coltivate della salvia splendente.
- Alba, con fiori bianchi
- Atropurpurea, con fiori dal violetto al viola
- Atrosanguinea, con fiori rosso scuro
- Bicolor, con fiori bicolori, bianchi e rossi
- Bruantii, di taglia piccola, con fiori rossi
- Compacta, di taglia piccola, con fiori in spighe dense, bianche o rosse
- Grandiflora, di taglia grande, con fiori grandi rossi o bianchi
- Issanchon, di taglia piccola , con fiori bianchi variegati di rosso o di rosa
- Nana, varietà precoce, con boccioli rossi
- Scarlet Pygmy, di taglia minima
- Semperflorens, a fioritura continua
- Souchetii, di taglia piccola, con fiori bianchi o rossi
- St. John's Fire, varietà nana, con fioritura densa e precoce e con fiori molto durevoli
- Violacea, con fiori dal violetto al viola